# Castelli di Augustusburg e Falkenlust
I castelli di Augustusburg e Falkenlust si trovano nella città tedesca di Brühl, nella Renania Settentrionale-Vestfalia.
Il castello di Augustusburg sorge nella parte orientale della città ed è collegato al casino di caccia Falkenlust da un viale che attraversa il vasto parco del castello con preziosi giardini alla francese. Rappresentano uno dei più importanti esempi dell'architettura barocca e rococò della Germania, tanto che nel 1984 sono stati inseriti nell'elenco dei Patrimoni dell'umanità dell'UNESCO.

## Storia

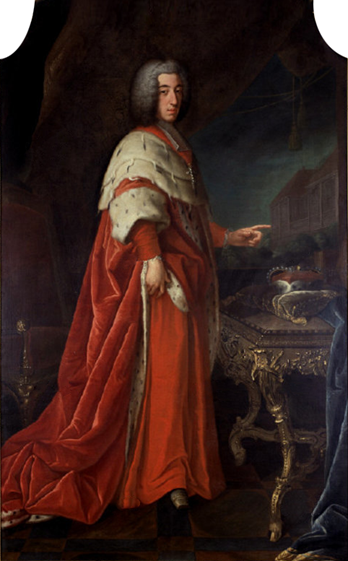
Il Principe-vescovo Clemente Augusto di Baviera.

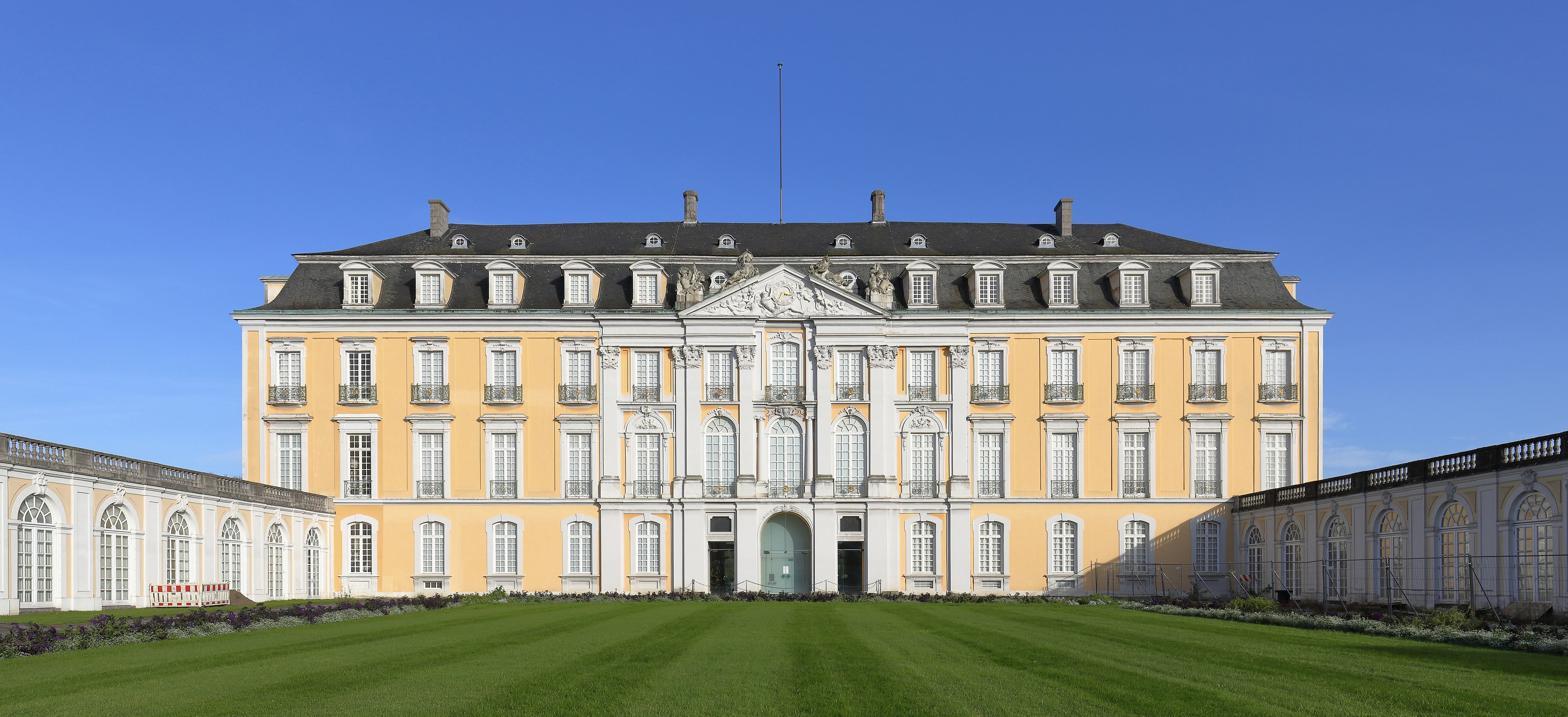
La facciata occidentale del castello.

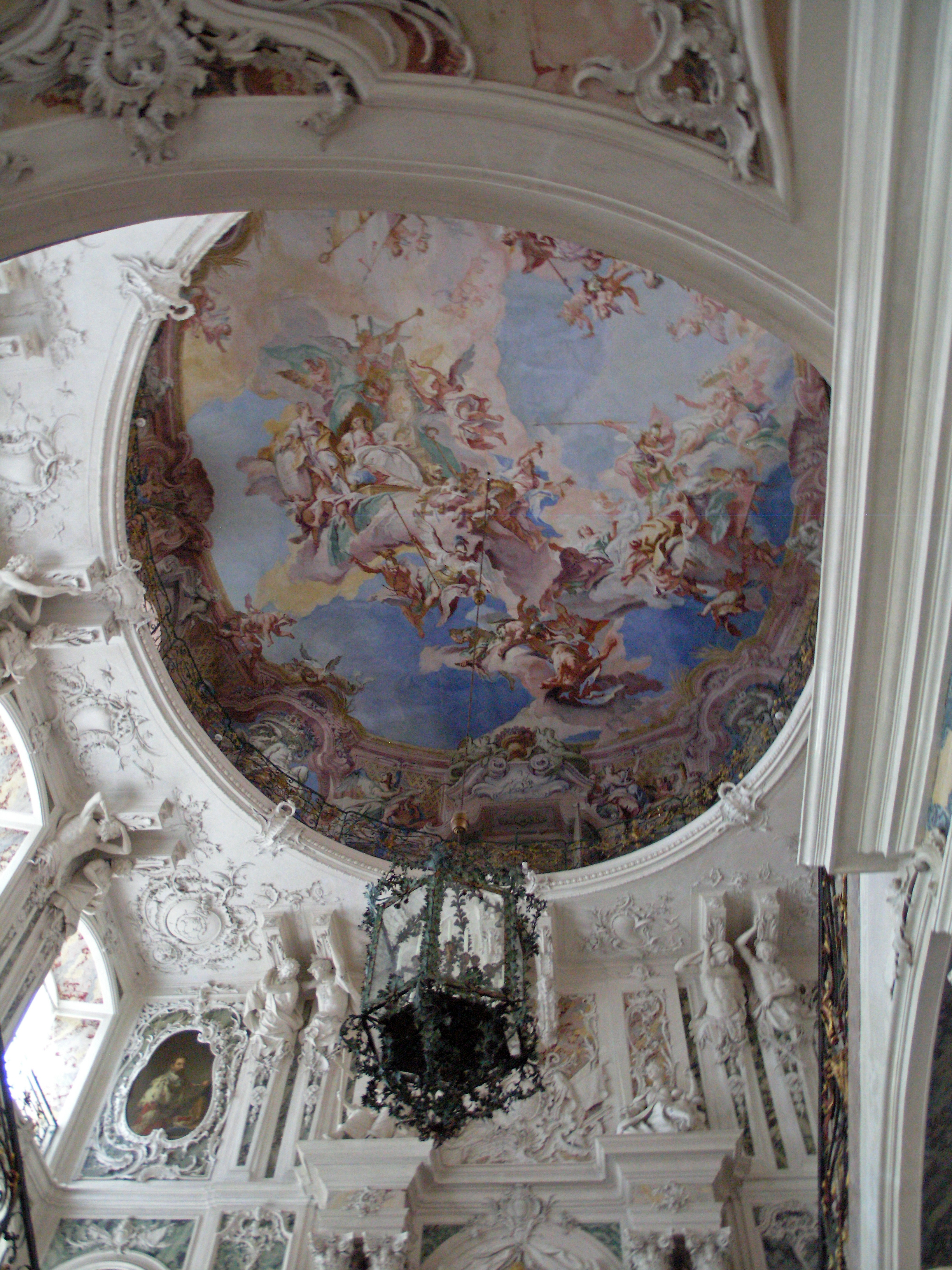
Lo Scalone d'onore di Balthasar Neumann.

Già nel XII, secolo gli arcivescovi di Colonia possedevano un maniero con riserva di caccia. Nel 1284, l'arcivescovo Siegfried von Westerburg fece costruire un castello con fossato come fortezza contro le insurrezioni della città di Colonia, completata nel 1298. L'arcivescovo Walram von Jülich lo rinforzò. In seguito divenne la sede degli ufficiali giudiziari della Curia fino al 1689, quando fu fatto saltare in aria dai francesi durante la Guerra di successione del Palatinato.
I due palazzi vennero costruiti agli inizi del XVIII secolo su ordine di Clemente Augusto di Baviera, membro della famiglia Wittelsbach e principe elettore dell'Arcivescovato di Colonia. Verso la fine della seconda guerra mondiale, i castelli furono danneggiati. Già nel 1946 iniziarono i lavori di restauro e dal 1949 al 1996, il Presidente della Repubblica Federale Tedesca tenne i ricevimenti di Stato nel castello Augustusburg.

### Augustusburg
Nel 1723, Clemente Augusto di Baviera Wittelsbach successe a suo zio Giuseppe Clemente di Baviera come arcivescovo di Colonia. Nel 1725 iniziò i lavori di ricostruzione del castello sotto la direzione dell'architetto vestfalico Johann Conrad Schlaun. Venne eretto sulle fondamenta del precedente edificio, infatti gli assi delle finestre delle ali laterali non appaiono completamente simmetrici, poiché la larghezza del castello coincide in questo punto con l'edificio più vecchio.
Il castello, coperto da grande tetto mansardato rivestito da tegole, presenta tre ali disposte a ferro di cavallo che racchiude una corte d'onore. È disposto lungo l'asse est-ovest. La corte si apre a est, di fronte al viale d'ingresso, e le facciate delle testate delle ali gemelle sono ritenute tra le opere più significative del barocco tedesco. 
Oltre la corte, la facciata occidentale dà su un secondo cortile aperto sulla città. Dall'ala meridionale si sviluppano i giardini.
Dal 1728 intervenne nel cantiere l'architetto di corte di Monaco, François de Cuvilliés il Vecchio, che progettò le facciate e l'infilata di stanze in stile rococò e costruì il lato ovest con i tratti della galleria. Tra il 1740 e il 1746, il grande architetto Balthasar Neumann realizzò lo scalone d'onore, considerata una delle principali creazioni del rococò tedesco. Johann Heinrich Roth completò i lavori interni.
Al piano terra dell'ala sud si trovano gli appartamenti del principe-vescovo, che si aprono sul giardino alla francese. 
Nelle immediate vicinanze sorge la chiesa di Santa Maria degli Angeli, originaria del 1493 e già appartenente a un convento francescano. Nel 1735 venne ridisegnata come chiesa di corte da Balthasar Neumann che vi realizzò anche l'imponente altare maggiore, e successivamente collegata al castello da un lungo porticato e aranciera.
Il castello Augustusburg, concepito come un puro castello di caccia e residenza estiva, fu abitato come tale solo dalle quattro alle sei settimane all'anno dal principe elettore. Le residenze principali a quel tempo erano il Palazzo elettorale e il Castello di Poppelsdorf a Bonn.

#### Scalone d'onore
Tra il 1740 e il 1746, il grande architetto Balthasar Neumann realizzò lo scalone d'onore, considerata una delle principali creazioni del rococò tedesco.
Due sale, una al pianterreno e una al primo piano sono collegate da scale e pianerottoli tutti iscritti all'interno di un alto e ampio vano, come nell'esempio del Castello di Schleißheim realizzato da Enrico Zuccalli per Massimiliano II Emanuele di Baviera, padre dell'arcivescovo Clemente Augusto.
Tutto lo spazio è ornato da ricchissimi stucchi e marmi gialli e verdi, colonne di diaspro, statue e cariatidi. L'intera decorazione dello scalone inneggia alla Gloria della casa Wittelsbach, culminante con il grande affresco del soffitto raffigurante Clemente Augusto in Gloria, opera di Carlo Carlone. Gli stucchi si devono a Giuseppe Artario, Carlo Pietro Morsegno e Joseph Anton Brillie. La scala, danneggiata durante la seconda guerra mondiale, è stata restaurata con l'aiuto di restauratori polacchi.

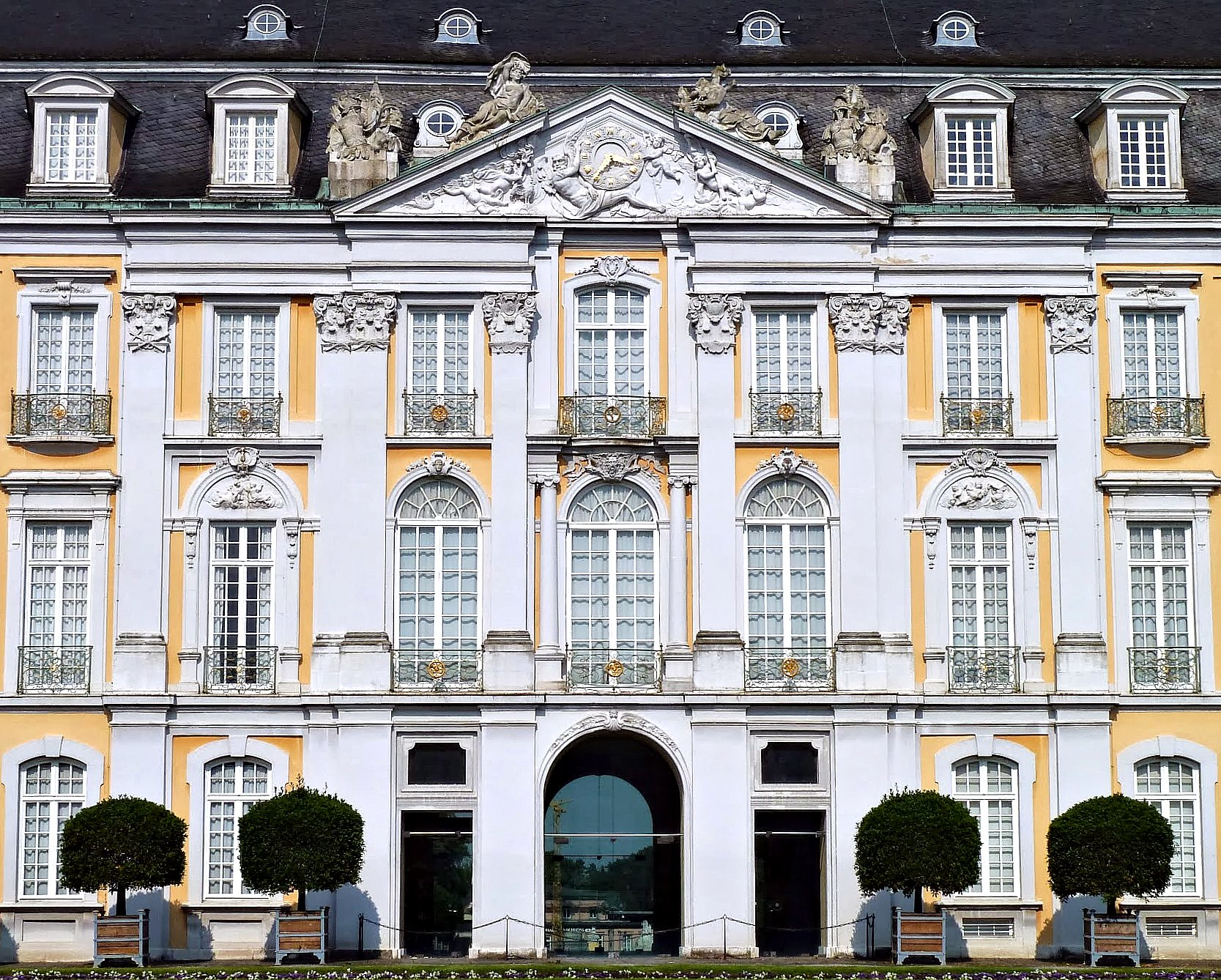
Il fronte ovest
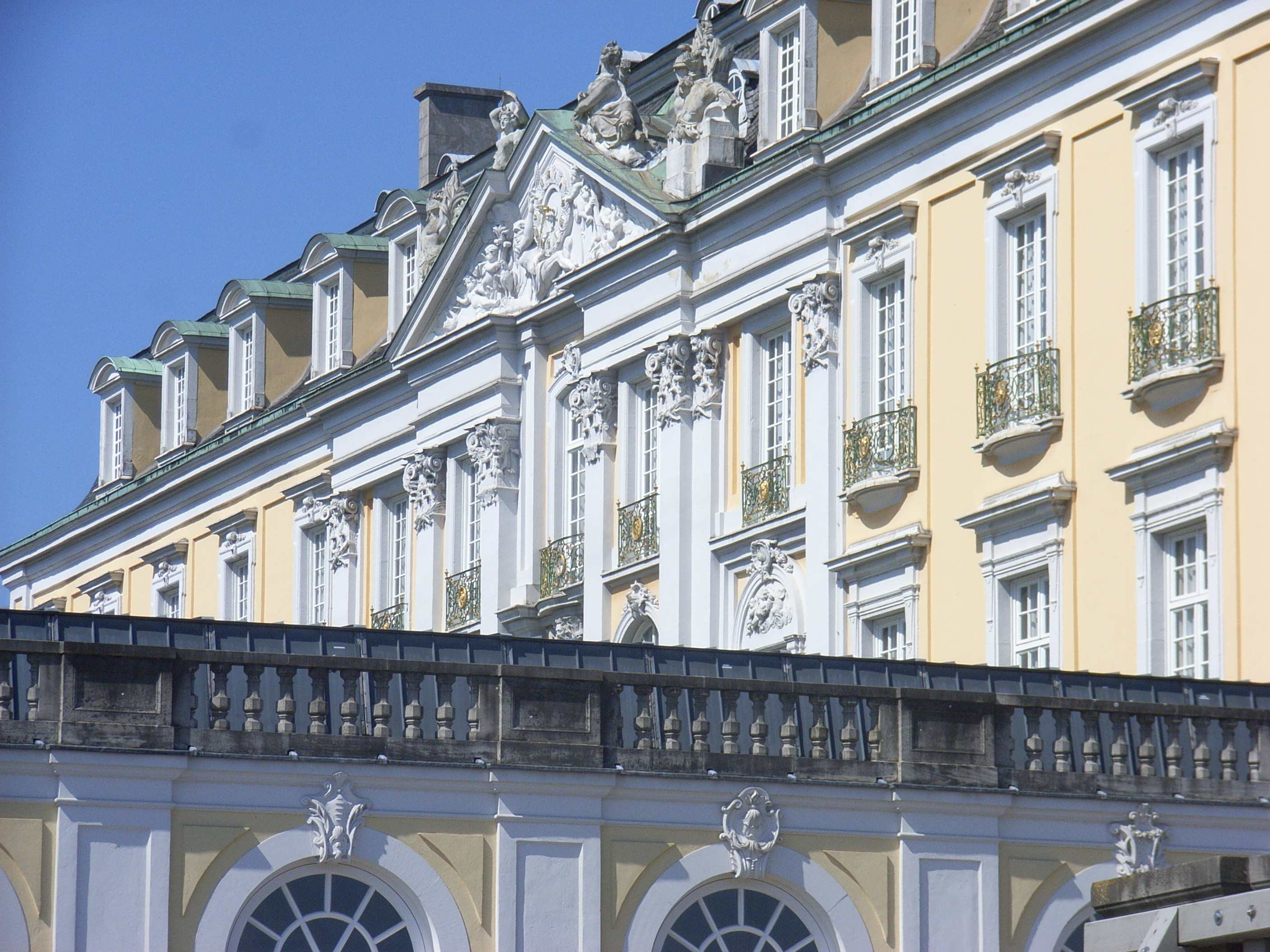
Particolare delle facciate
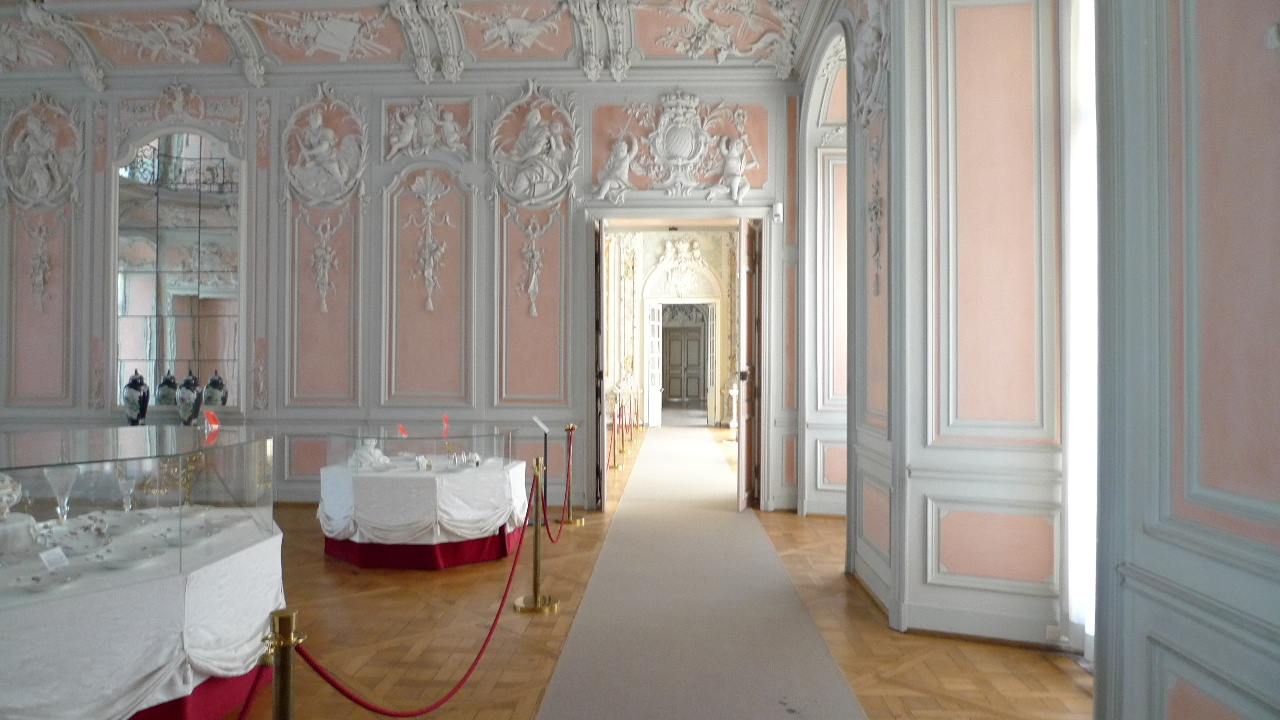
La Sala della Musica
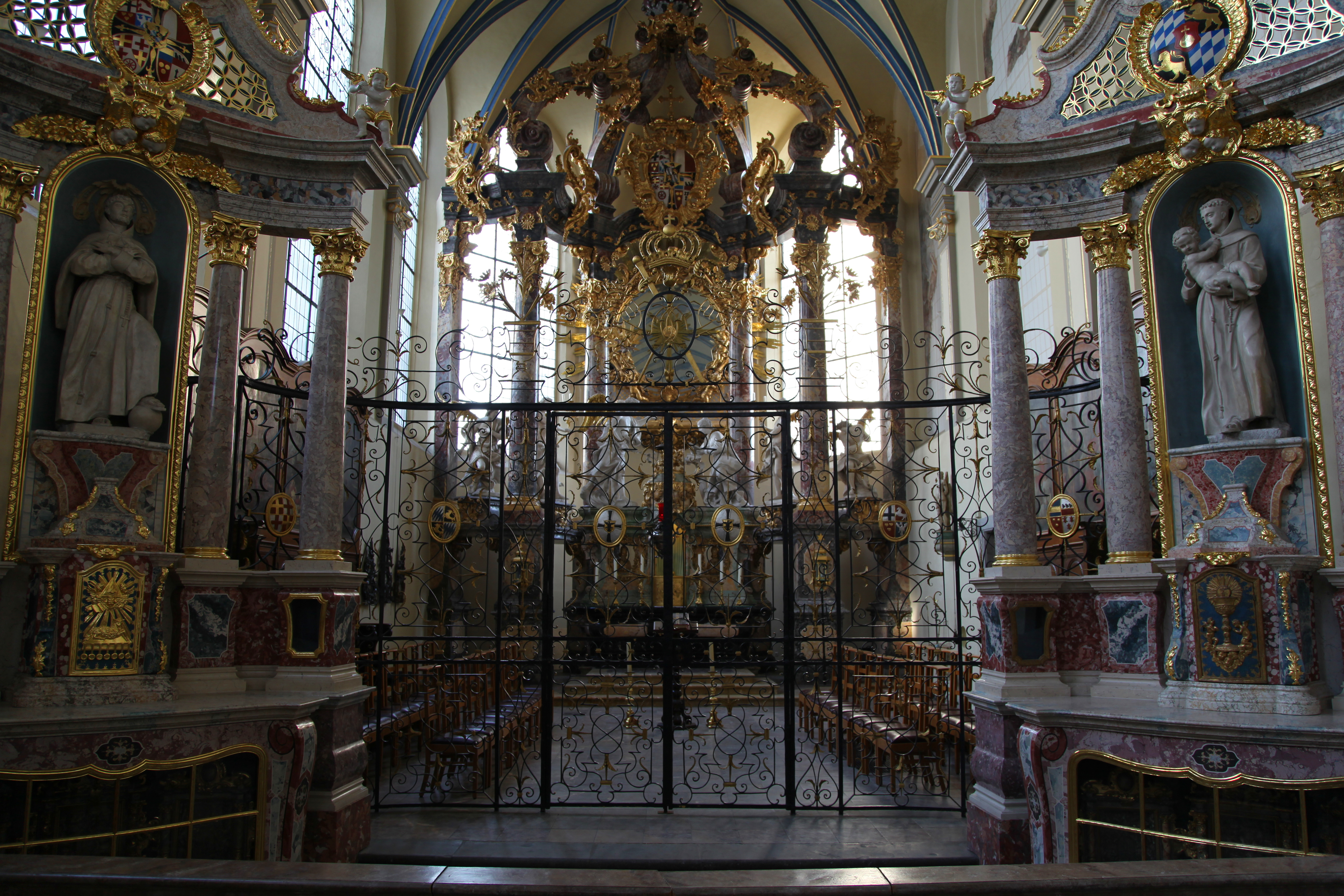
La Chiesa di Corte

### Falkenlust

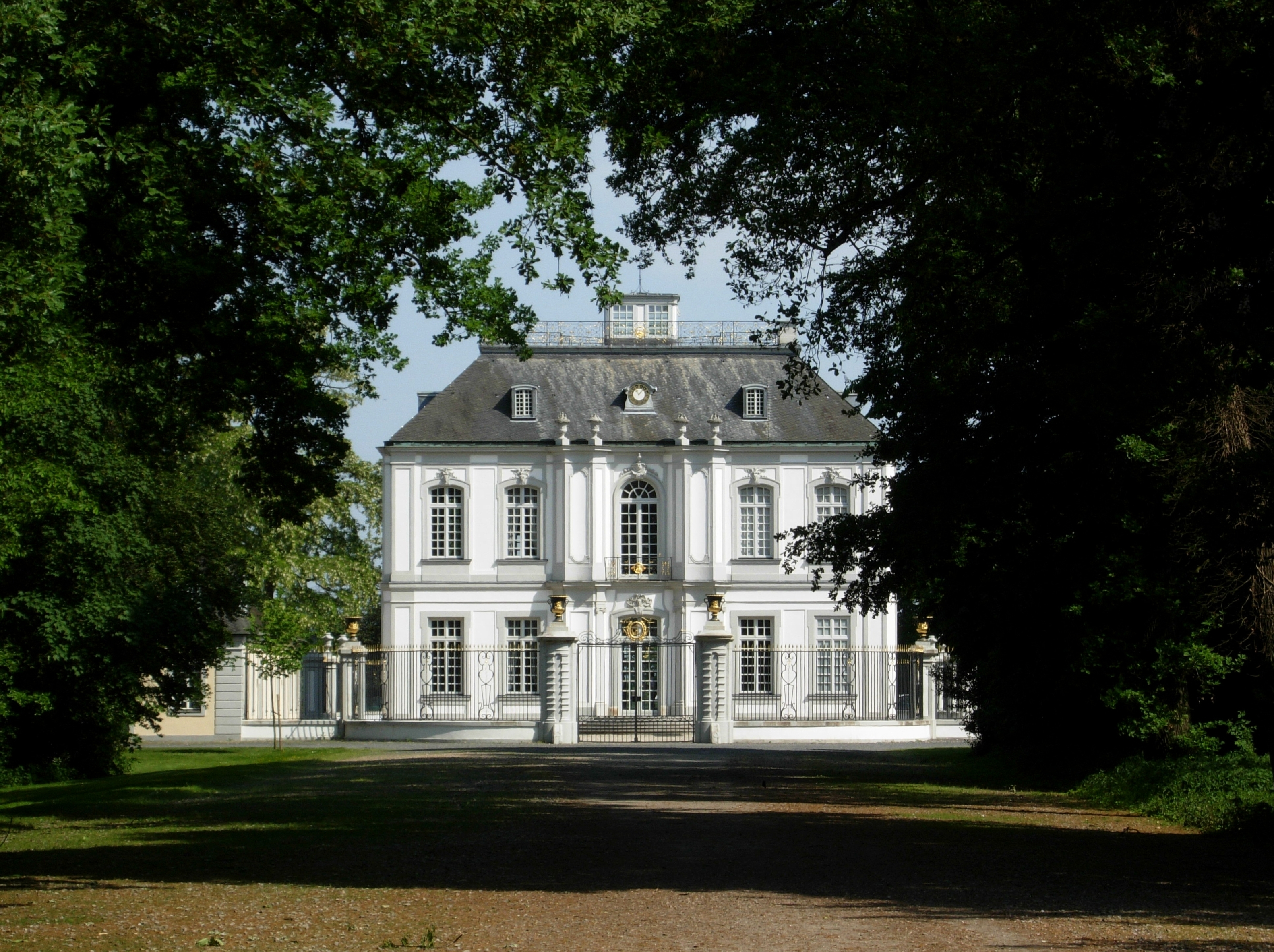
Il castello di Falkenlust.

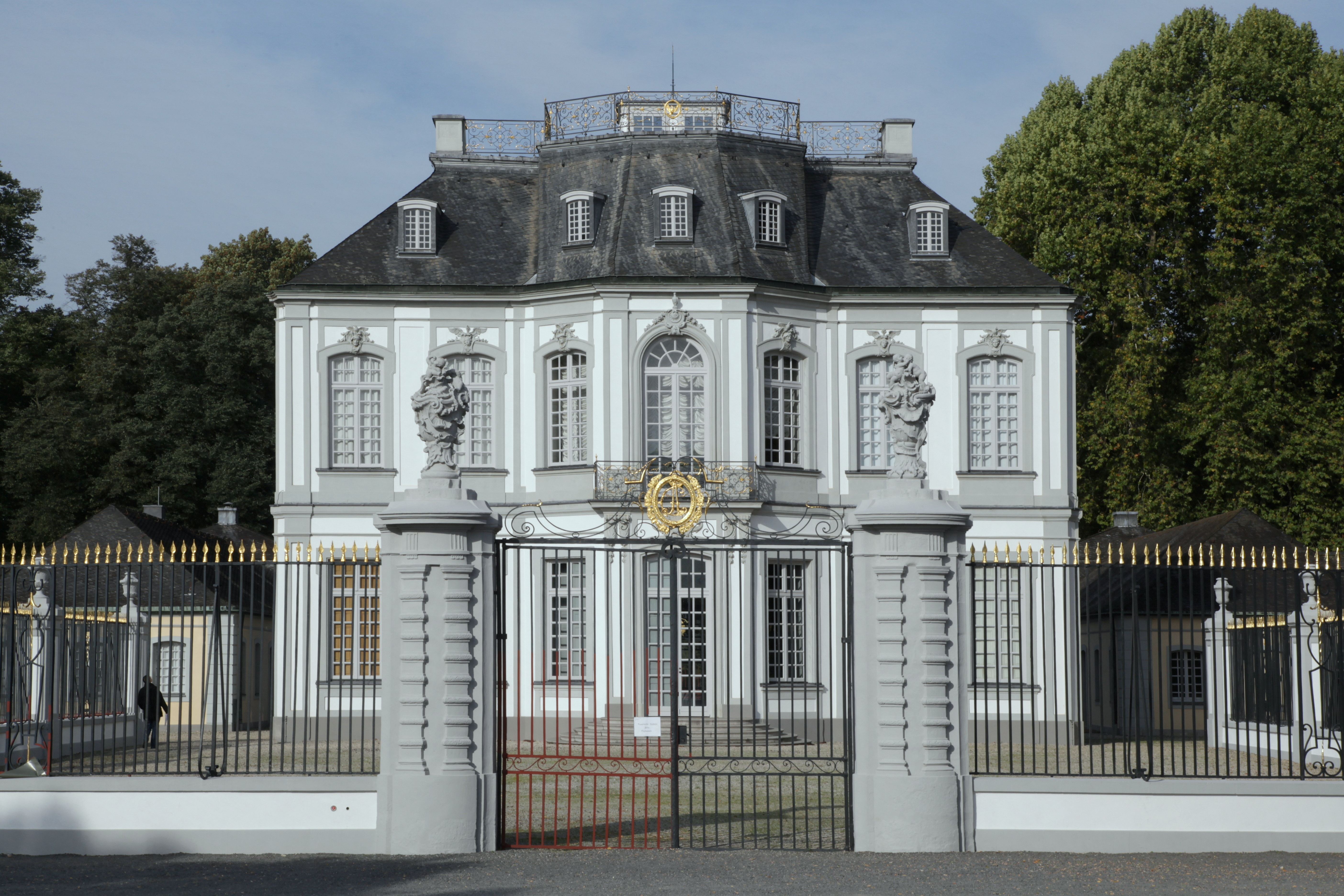
La facciata posteriore.

L'edificio venne costruito come casino di caccia col falcone, fra il 1729 e il 1740 da François de Cuvilliés il Vecchio in contemporanea dell'Amalienburg di Monaco di Baviera, con il quale presenta diverse affinità fra cui la planimetria.
Il padiglione si erge su due piani con tetto mansardato al di sopra del quale si apre una terrazza di osservazione. Sulla facciata verso il viale che lo unisce a Augustusburg, è fiancheggiato da due annessi più bassi. Una griglia di ferro battuto separa il complesso dal paesaggio aperto. La facciata posteriore, con erker centrale, dava sull'area di caccia originariamente non ordinata. Oggi, questa visione è cambiata a causa delle costruzioni e della coltura dei seminativi.
All'interno lo spazio è incentrato sull'asse centrale, ove si trova un'anticamera che conduce a un salone. Nella parte meridionale del castello c'è la tromba delle scale, decorata con maioliche olandesi; al soffitto è l'affresco con Scene di Falconeria opera del francese Stephan Laurent Delarocque (1645-1742). Nella sala da pranzo sopra il camino si trova il ritratto a grandezza naturale del principe elettore Carlo VII di Baviera, il fratello di Clemente Augusto e futuro imperatore del Sacro Romano Impero.
Nel 1730 l'architetto francese Pierre Laporterie eresse nel parco una cappella ottagonale dalla ricca decorazione fatta da sassi, rocce e conchiglie nello stile di una grotta.
Il castello appartenne dal 1832 al 1960 alla famiglia imprenditoriale locale dei Giesler. Successivamente, divenne proprietà dello stato della Renania Settentrionale-Vestfalia.

### Giardini

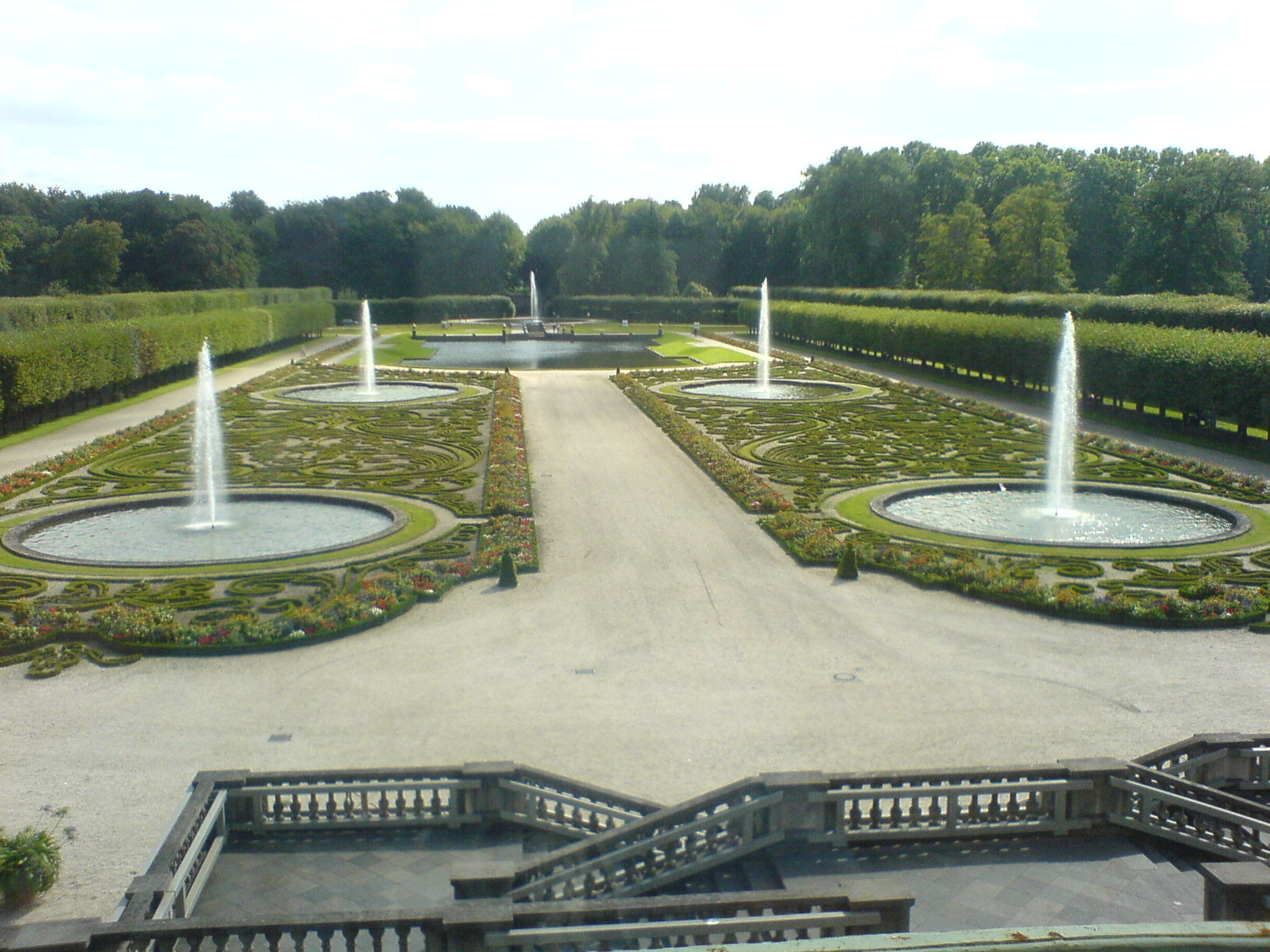
Il parterre meridionale.

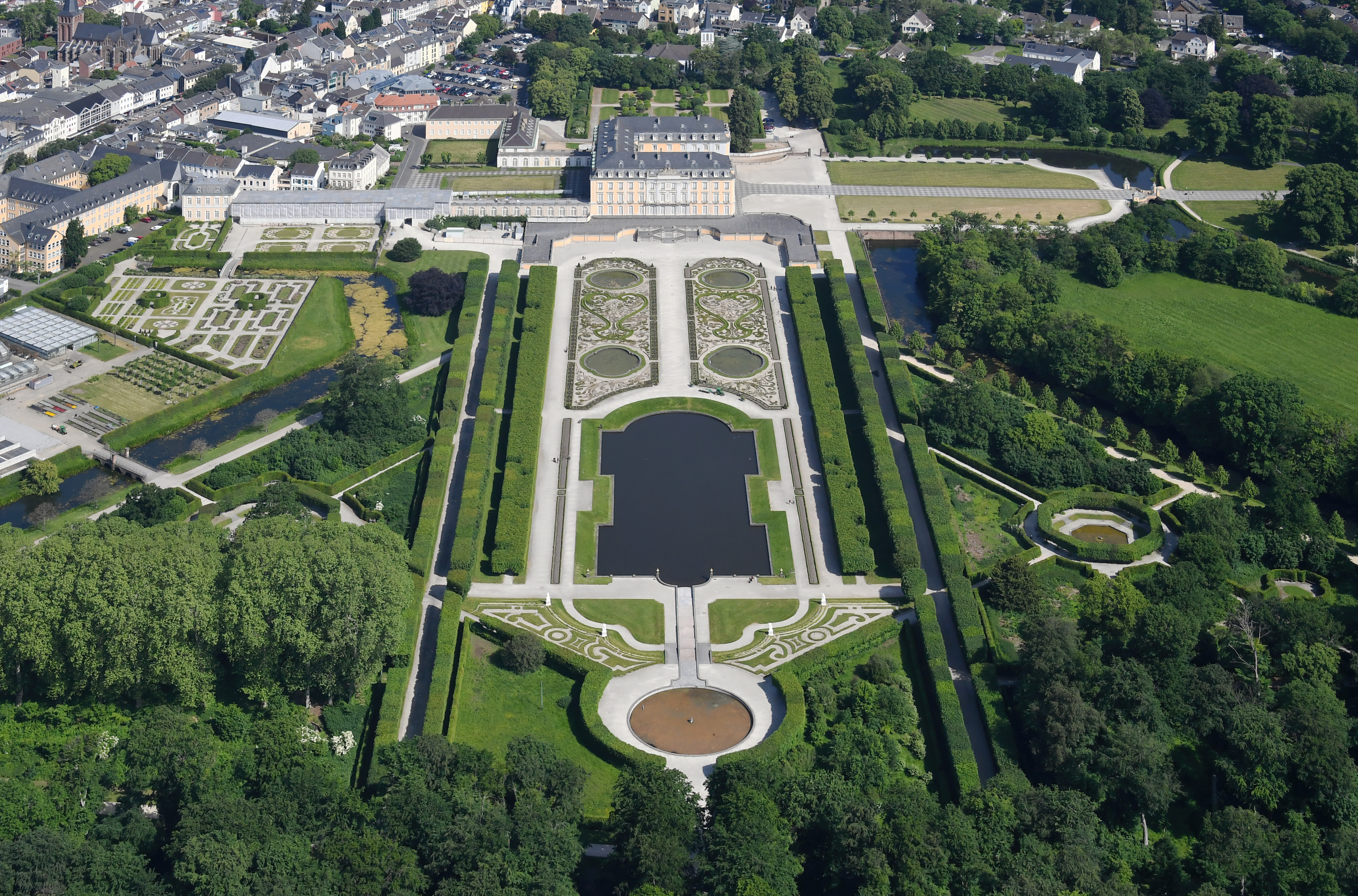
Vista aerea dei giardini

Il giardino barocco venne progettato nel 1728 da Dominique Girard, allievo del grande André Le Nôtre, sui modelli classici del giardino alla francese. Grazie ad un accurato restauro e cura oggi è uno dei giardini più autentici del XVIII secolo in Europa.
Tuttavia i giardini non si sviluppano, come sovente, nel senso assiale della facciata principale est-ovest, ma perpendicolare, davanti al fronte sud. Qui la prospettiva inizia con due parterre simmetrici attraversano un grande specchio d'acqua, un bacino e terminano verso la foresta. Tutt'intorno si aprono diversi boschetti triangolari e di fronte all'orangerie, un Giardino Segreto.
Nella zona della foresta del parco del castello, c'era un esotico padiglione cinese eretto nel 1747; dovette essere demolito nel 1822, quando il giardino barocco venne ridisegnato in un giardino all'inglese da Peter Joseph Lenné.
I tentativi di ricostruzione della pianta originale furono difficili ma il parterre principale venne ricostruito negli anni 1933-35 sotto la direzione di Georg Potente che si rifece ai piani originali del 1728. Ulteriori restauri e lavori di ricostruzione si sono attuati dopo la seconda guerra mondiale, in particolare a partire dal 1983.